# Nicolau Sevcenko
Nicolau Sevcenko (* 1952 in Santos; † 13. August 2014 in São Paulo) war ein brasilianischer Historiker.

## Leben
Sevcenko promovierte 1981 in Sozialgeschichte an der Universität von São Paulo. Nach Stationen an der Faculdade de Filosofia Ciências e Letras de Moema, an der Päpstlichen Katholischen Universität von São Paulo und an der Universidade Estadual de Campinas kehrte er 1985 an der Universität São Paulo zurück. Von 1986 bis 1990 war er Post-Doktorand an der Universität London. Seit 1992 lehrt er als Professor an der Universität São Paulo. Am 12. Juni 2009 wurde er als Professor für romanische Sprachen und Literaturen an die Universität Harvard berufen.
Sein Fachgebiet war Gegenwartsgeschichte, besonders die 1920er Jahre, Kultur und São Paulo.

## Schriften
- Mit Fernando Novais: Historia da vida privada no Brasil. 1997–2000. ISBN 978-85-7164-652-0
- Literatura como missão. 1995 und 2003. ISBN 978-85-359-0409-3
- Orfeu extático na metrópole. 1992. ISBN 978-85-7164-262-1
- Pindorama revisitada: cultura e sociedade em tempos de virada. 2000. ISBN 978-85-85663-46-9
- A revolta da vacina. 1993. ISBN 85-262-2058-6